# The Well (1951)
The Well  (br : O Poço da Angústia/ pt: Ainda Acontecem Milagres) é um filme norte-americano de 1951, do gênero drama, dirigido por Leo C. Popkin e Russell Rouse  e estrelado por Richard Rober, Gwendolyn Laster e Maidie Norman.
The Well é uma modesta produção que trata da (in)tolerância racial, feita com elenco desconhecido. O filme, ambientado em pequena cidade do interior, é baseado em fatos reais. 

## Sinopse
Carolyn, uma menina negra, desaparece de sua cidadezinha, que sofre com a segregação racial. A última pessoa a ser vista com ela é Claude Packard, sobrinho do homem mais rico do lugar, Sam Packard. Como ele não é preso de imediato, a comunidade de cor fica a um passo de distúrbios generalizados. Todavia, ao descobrir-se que a garota caiu em um poço, as diferenças são esquecidas e todos se juntam para salvá-la.

## Principais premiações
| Patrocinador                                            | Prêmio       | Categoria                             | Situação |
| ------------------------------------------------------- | ------------ | ------------------------------------- | -------- |
| Academia de Artes e Ciências Cinematográficas           | Oscar        | Melhor Roteiro Original Melhor Edição | Indicado |
| Associação de Correspondentes Estrangeiros de Hollywood | Golden Globe | Melhor Trilha Sonora Original         | Indicado |

## Elenco
| Ator/Atriz       | Personagem       |
| ---------------- | ---------------- |
| Richard Rober    | Ben Kellog       |
| Gwendolyn Laster | Carolyn          |
| Maidie Norman    | Senhora Crawford |
| George Hamilton  | Avô              |
| Ernest Anderson  | Senhor Crawford  |
| Dick Simmons     | Mickey           |
| Lane Chandler    | Stan             |
| Pat Mitchell     | Peter            |